# Аспредовые
Аспредовые, или широкоголовые сомы (лат. Aspredinidae) — семейство лучепёрых рыб из отряда сомообразных.

## Распространение
Тропическая Южная Америка. Обитают в пресных водоёмах, некоторые виды в солоноватых. Члены подсемейства Aspredininae населяют прибрежные воды и мангровые полузаболоченные заросли.

## Описание
Большинство представителей имеет длину тела менее 15 см, самый крупный (Aspredo aspredo) — до 38 см. В хвостовом плавнике 10 или менее лучей; жировой плавник отсутствует; тело голое (кроме нескольких крупных бляшек). Жаберное отверстие в виде узкой щели, редуцированное. Передняя часть тела дорсовентрально сплющенная.

## Систематика
Около 40 видов, 13 родов и 3 подсемейства. Семейство Aspredinidae часто рассматривается частью главным образом, азиатского надсемейства Sisoroidea как группа сестринская к семейству Erethistidae. Однако, другие авторы считают их членом надсемейства Doradoidea, которое включает семейства Doradidae, Auchenipteridae и, возможно, Mochokidae.
- Подсемейство Aspredininae (аспрединины)[1]
  - Aspredinichthys
  - Aspredo
  - Platystacus
  - Pterobunocephalus
- Подсемейство Bunocephalinae (буноцефалины)[1]
  - Acanthobunocephalus
  - Amaralia
  - Bunocephalus
- Подсемейство Hoplomyzontinae (гопломизонтины)[1]
  - Dupouyichthys
  - Ernstichthys
  - Hoplomyzon
  - Micromyzon
  - Xyliphius
- incertae sedis:
  - Pseudobunocephalus